# Junius Coston
Junius Coston (Raleigh, 5 novembre 1983) è un giocatore di football americano statunitense.

## Nella NFL
Scelto al draft dai Green Bay Packers, nella stagione 2005 ha giocato due partite ma nessuna da titolare.
Nella stagione 2006 ha giocato una sola partita ma non da titolare.
Nella stagione 2007 ha giocato 13 partite di cui 7 da titolare.
Il 19 novembre 2008 firma un contratto con gli Oakland Raiders, ma poi già il 25 novembre viene tagliato. Il 21 dicembre firma con i Detroit Lions ma non gioca nessuna partita. Il 15 maggio 2009 viene rilasciato.